# Aras Özbiliz
Araz Özbiliz (em armênio/arménio:  Արազ Օզբիլիս; Bakırköy, 9 de março de 1990) é um futebolista profissional armeno nascido na Turquia que atua como atacante. Iniciou sua carreira no Ajax e atualmente, joga no Pyunik Futbolayin Akumb.